# Rostock (distrito)
Rostock é um distrito no sudeste de Mecklemburgo-Pomerânia Ocidental, Alemanha. A sede do distrito é a cidade Güstrow.

## Cidades e municípios
| Cidades livres                                                               | Municípios livres                                 |
| ---------------------------------------------------------------------------- | ------------------------------------------------- |
| 1. Bad Doberan 2. Güstrow 3. Kröpelin 4. Kühlungsborn 5. Neubukow 6. Teterow | 1. Dummerstorf 2. Graal-Müritz 3. Sanitz 4. Satow |

| Ämter - associações municipais | Ämter - associações municipais | Ämter - associações municipais | Ämter - associações municipais |
| --- | --- | --- | --- |
| 1. Bad Doberan-Land [sede: Bad Doberan] 1. Admannshagen-Bargeshagen 2. Bartenshagen-Parkentin 3. Börgerende-Rethwisch 4. Hohenfelde 5. Nienhagen 6. Reddelich 7. Retschow 8. Steffenshagen 9. Wittenbeck 2. Bützow Land 1. Baumgarten 2. Bernitt 3. Bützow1, 2 4. Dreetz 5. Jürgenshagen 6. Klein Belitz 7. Penzin 8. Rühn 9. Steinhagen 10. Tarnow 11. Warnow 12. Zepelin 3. Carbäk 1. Broderstorf1 2. Poppendorf 3. Roggentin 4. Thulendorf | 4. Gnoien 1. Altkalen 2. Behren-Lübchin 3. Finkenthal 4. Gnoien1, 2 5. Walkendorf 5. Güstrow-Land (sede: Güstrow) 1. Glasewitz 2. Groß Schwiesow 3. Gülzow-Prüzen 4. Gutow 5. Klein Upahl 6. Kuhs 7. Lohmen 8. Lüssow 9. Mistorf 10. Mühl Rosin 11. Plaaz 12. Reimershagen 13. Sarmstorf 14. Zehna 6. Krakow am See 1. Dobbin-Linstow 2. Hoppenrade 3. Krakow am See1, 2 4. Kuchelmiß 5. Lalendorf | 7. Laage 1. Dolgen am See 2. Hohen Sprenz 3. Laage1, 2 4. Wardow 8. Mecklenburgische Schweiz (sede: Teterow) 1. Alt Sührkow 2. Dahmen 3. Dalkendorf 4. Groß Roge 5. Groß Wokern 6. Groß Wüstenfelde 7. Hohen Demzin 8. Jördenstorf 9. Lelkendorf 10. Prebberede 11. Schorssow 12. Schwasdorf 13. Sukow-Levitzow 14. Thürkow 15. Warnkenhagen 9. Neubukow-Salzhaff [sede: Neubukow] 1. Alt Bukow 2. Am Salzhaff 3. Bastorf 4. Biendorf 5. Carinerland 6. Rerik2 | 10. Rostocker Heide 1. Bentwisch 2. Blankenhagen 3. Gelbensande1 4. Mönchhagen 5. Rövershagen 11. Schwaan 1. Benitz 2. Bröbberow 3. Kassow 4. Rukieten 5. Schwaan1, 2 6. Vorbeck 7. Wiendorf 12. Tessin 1. Cammin 2. Gnewitz 3. Grammow 4. Nustrow 5. Selpin 6. Stubbendorf 7. Tessin1, 2 8. Thelkow 9. Zarnewanz 13. Warnow-West 1. Elmenhorst/Lichtenhagen 2. Kritzmow1 3. Lambrechtshagen 4. Papendorf 5. Pölchow 6. Stäbelow 7. Ziesendorf |
| 1 - sede do Amt; 2 - cidade | | | |